# Valentina Tsaryova
Pour les articles homonymes, voir Tsariova.
Valentina Gueorguievna Tsariova (en russe : Валенти́на Гео́ргиевна Царёва ; 5 décembre 1926 - 12 mai 2015) est une ancienne fondeuse soviétique.

## Championnats du monde
- Championnats du monde de ski nordique 1954 à Falun 
  -  Médaille d'or en relais 3 × 5 km.